# 黑伦汉-谢伦贝格
黑伦汉-谢伦贝格是德国莱茵兰-普法尔茨州的一个市镇。总面积7.28平方公里，总人口1274人，其中男性634人，女性640人（2011年12月31日），人口密度175人/平方公里。